# Kidō-butai
Kidō-butai (jap. 機動部隊; siły mobilne, jednostka zmechanizowana, siły zadaniowe marynarki wojennej, ang. task force) – w sensie przedmiotowym 'siły uderzeniowe' japońskiej cesarskiej marynarki wojennej, złożone z sześciu dużych lotniskowców i dwóch szybkich pancerników, w osłonie kilkunastu krążowników i niszczycieli. W okresie przedwojennym i na początku II wojny światowej uważana za największą pojedynczą siłę morską na świecie.

## Organizacja
Organizacyjnie, japońskie lotniskowce zgrupowane były w dywizjonach lotniskowców, po dwa w każdym. 1. Dywizjon lotniskowców składał się z dwóch największych okrętów tej klasy, „Kaga” i „Akagi”, których powstanie było rezultatem podpisania przez Cesarstwo Wielkiej Japonii traktatu waszyngtońskiego z 1922 roku. Oba wielkie okręty o wyporności około 40 000 ton, mogły razem przenosić do 182 samolotów. Po wypowiedzeniu przez cesarstwo traktatu w 1936 roku, Japonia rozpoczęła budowę czterech kolejnych lotniskowców, „Hiryū” i „Sōryū” o wyporności około 20 000 ton każdy, tworzących 2. Dywizjon lotniskowców, oraz większych i nowocześniejszych „Shōkaku” i „Zuikaku” o wyporności 32 000 ton, które po wejściu do służby w 1941 roku utworzyły 5. Dywizjon lotniskowców.

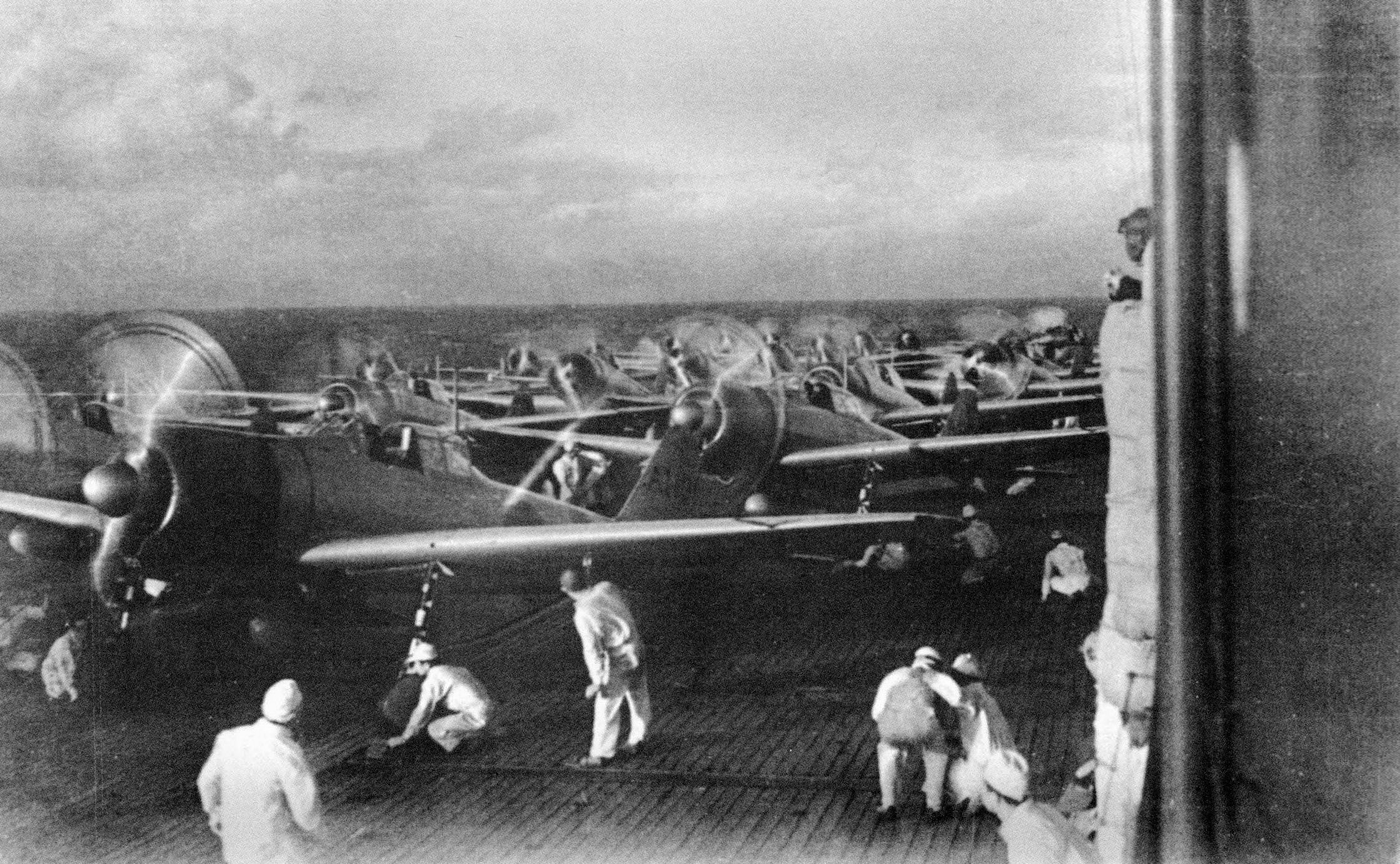
Grupa lotnicza „Akagi” 7 grudnia 1941 roku w trakcie końcowych przygotowań do startu drugiej fali uderzenia na Pearl Harbor. Na pierwszym planie widoczne „Zero” eskadry myśliwskiej tego okrętu

Każdy z okrętów 2. Dywizjonu mógł przenosić 63 samoloty, podczas gdy większe jednostki 5. Dywizjonu zdolne były do operowania 72 samolotami. Poza sześcioma największymi okrętami, do końca 1941 roku japońska Połączona Flota dysponowała także czterema mniejszymi lotniskowcami, co sprawiało, że 10 japońskich okrętów lotniczych mogło przenosić łącznie ponad 600 samolotów.

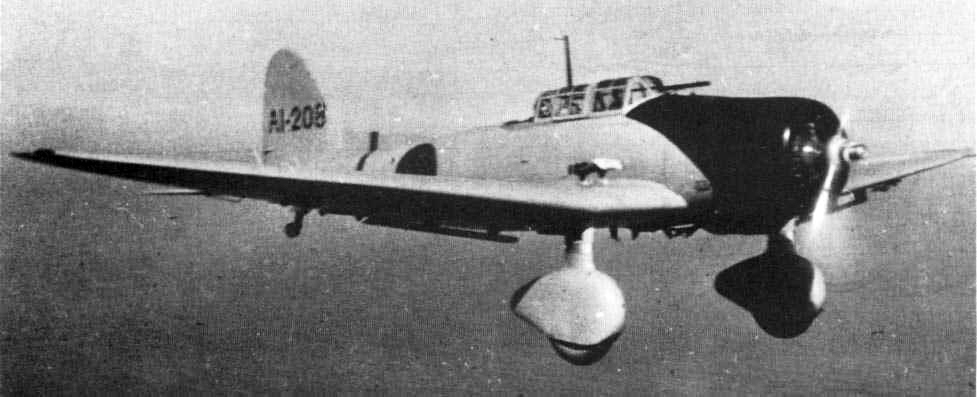
Aichi D3A1 Wzór 99 z grupy powietrznej lotniskowca „Akagi”

Pod koniec 1941 roku Japonia dysponowała około 1800 pierwszoliniowych samolotów pokładowych, podzielonych na trzy grupy: bombowce nurkujące Aichi D3A1 Wzór 99, którym w 1943 aliancki wywiad przydzielił nazwę kodową „Val”. Bombowce te mogły przenosić jedną bombę o masie 250 kg pod kadłubem oraz dwie mniejsze bomby 60 kg pod skrzydłami. Samoloty te dobrze sprawdzały się w Chinach przy bombardowaniu celów lądowych lub przy słabej opozycji, ich niewielka prędkość maksymalna 205 węzłów czyniła je jednak łatwymi celami dla amerykańskich samolotów myśliwskich. Centralne miejsce w japońskiej doktrynie wykorzystania lotnictwa pokładowego zajmowały samoloty torpedowe Nakajima B5N2 Wzór 97 („Kate”) – zdaniem wielu, w połączeniu z torpedą Typ 91, w 1942 roku najlepsze samoloty tego rodzaju na świecie. Maszyny te były często wykorzystywane jako bombowce horyzontalne o udźwigu do 800 kg, najlepiej jednak sprawdzały się w roli bombowców torpedowych. Podobnie jak w przypadku innych japońskich samolotów pokładowych, słabością „Kate” był brak opancerzenia, co powodowało, że maszyna ta jakkolwiek o dużej sile rażenia, wrażliwa była na często nawet niewielkie uszkodzenia bojowe.
Trzecim komponentem japońskiej pokładowej triady lotniczej był myśliwski Mitsubishi A6M Wzór 00. Oficjalnie został nazwany przez Amerykanów „Zeke”, najpopularniejszą jednak jego nazwą jest „Zero”. Samoloty te cechowały znakomita zwrotność i ogromny zasięg, przewyższający w tym zakresie nawet maszyny bazowania lądowego. Na początku wojny „Zero” przewyższał pod względem manewrowości i prędkości wznoszenia wszystkie maszyny, z którymi mógł zetknąć się na dalekowschodnim i pacyficznym teatrze wojny, zaś jakiekolwiek inne samoloty myśliwskie II wojny światowej pod względem zasięgu. Podobnie jak w przypadku innych japońskich samolotów, ich wadami były brak opancerzenia kabiny i samouszczelniających się zbiorników paliwa.
Skład kidō-butai zmieniał się w czasie, jednak na początku wojny na Pacyfiku tworzyły je: 1. Dywizjon Lotniskowców z lotniskowcami „Akagi” i „Kaga”, 2. Dywizjon Lotniskowców z „Hiryū” i „Sōryū” oraz 5. Dywizjon Lotniskowców z lotniskowcami „Shōkaku” i  „Zuikaku”, a ponadto 2 szybkie pancerniki „Haruna” i „Kirishima”. Zgrupowanie sześciu dużych lotniskowców w jednym zespole uderzeniowym, umożliwiało zaangażowanie w przeprowadzanej operacji nawet 412 samolotów bojowych jednocześnie.

## Założenia doktrynalne
Dla sześciu podstawowych jednostek stworzono unikalną w skali świata na koniec lat 30. i początku lat 40. operacyjną koncepcję ich wykorzystania wywodzącą się od Minoru Gendy, zakładającą zmasowanie i koncentrację siły przez wspólne działanie wszystkich lotniskowców na raz, co w razie bitwy umożliwiało operacyjne zastosowanie zasady koncentracji sił z doktryny Mahana do działań sił powietrznych. Formalna propozycja tego sposobu działania wyszła jednak od dowodzącego 1. Dywizjonem wiceadmirała Jisaburō Ozawy, który w 1940 roku zaproponował połączenie wszystkich sił powietrznych marynarki – zarówno lądowych jak i pokładowych – pod wspólnym dowództwem jako Pierwsza Flota Powietrzna. Po akceptacji propozycji przez sztab generalny marynarki 10 kwietnia 1941 roku, dowodzący od 1 września 1939 roku Połączoną Flotą adm. Isoroku Yamamoto, wdrożył nową koncepcję do obowiązującej doktryny. Pięć miesięcy później, po wejściu do służby „Shōkaku” i „Zuikaku”, Yamamoto zgrupował wszystkie sześć lotniskowców pod jednym dowództwem, tworząc w ten sposób Kidō-Butai.

Termin kidō-butai często używany jest ogólnie, nie należy zapominać jednak, że nie było tylko jednego kidō-butai. Przykładowo w bitwie pod Midway udział wzięła złożona z 1. i 2. Dywizjonu Lotniskowców Dai-ichi Kidō-butai dowodzona przez admirała Chūichi Nagumo, podczas gdy w tym samym czasie operację na Aleutach prowadziła Dai-ni (druga) Kidō-butai, skupiona wokół lotniskowców Ryūjō i Jun'yō.